# John Wallis
John Wallis (født 23. november 1616, død 28. oktober 1703), var en engelsk præst, matematiker og kryptolog.
Wallis gav et vigtigt bidrag til matematikken, da han tilnærmede arealet af en kvartcirkel med uendeligt mange trekanter. I 1655 opstillede han sin berømte formel, det såkaldte Wallis' produkt; i øvrigt det mest kendte eksempel på et (konvergent) uendeligt produkt:
{\displaystyle {\frac {\pi }{2}}={\frac {2}{1}}\cdot {\frac {2}{3}}\cdot {\frac {4}{3}}\cdot {\frac {4}{5}}\cdot {\frac {6}{5}}\cdot {\frac {6}{7}}\cdot {\frac {8}{7}}\cdot {\frac {8}{9}}\cdot \dots }